# Parco nazionale di Bayanaul
Il parco nazionale di Bayanaul (in kazako Баянауыл ұлттық паркі, in russo Баянаульский национальный парк) è un parco nazionale che si trova nella parte sudorientale della regione di Pavlodar, a circa 140 km dalla città di Ekibastūz in Kazakistan.
Istituito nel 1985 come primo parco nazionale del paese, è una popolare meta turistica.

## Storia
Il Parco Nazionale di Bayanaul è stato fondato nel 1985, diventando uno dei primi parchi nazionali istituiti nel Kazakistan. Il suo scopo principale è preservare l'ambiente naturale della zona, che è unica nella steppa kazaka per la sua diversità di paesaggi e fauna.

## Geografia
Il parco si estende su una superficie di circa 68.000 ettari e comprende la catena montuosa di Bayanaul, che si erge in mezzo alle vastissime steppe del Kazakistan. Le montagne non sono molto alte, raggiungendo un'altitudine massima di circa 1.024 metri sul livello del mare, ma sono note per le loro spettacolari formazioni rocciose di granito, scolpite nel corso di milioni di anni dall'erosione.
Il parco è famoso anche per i suoi laghi , tra cui:
- Lago Jasybay, il più grande e popolare tra i turisti, ideale per il nuoto e le attività ricreative.
- Lago Sabyndykol, conosciuto per la sua sabbia fine.
- Lago Toraygir, un luogo tranquillo e meno frequentato

### Flora e Fauna
Nonostante il clima arido delle steppe circostanti, il Parco Nazionale di Bayanaul ospita una sorprendente varietà di flora e fauna. Le foreste del parco sono dominate da pini e betulle, e ospitano una fauna variegata che comprende volpi, caprioli, cervi, lepri, e una ricca popolazione di uccelli, tra cui l'aquila reale e vari rapaci. La combinazione di montagna, foresta e lago offre un ecosistema unico nel suo genere.

## Turismo
Il Parco Nazionale di Bayanaul è una destinazione popolare per il turismo interno e regionale. I visitatori vengono attratti dalla bellezza naturale del luogo e dalle numerose opportunità per attività all'aperto, come escursioni, campeggio, arrampicata su roccia, nuoto nei laghi e pesca. La zona offre anche itinerari culturali, con visite a monumenti storici e siti archeologici, che testimoniano la lunga storia della regione.
Inoltre, il parco è famoso per le sue sorgenti minerali, considerate benefiche per la salute e visitate da persone in cerca di cure naturali.

### Importanza Culturale
Bayanaul è anche una terra ricca di storia e cultura. Si dice che molte delle leggende kazake abbiano origine in questa regione, e alcuni siti all'interno del parco sono associati a figure storiche e leggendarie del Kazakistan. Inoltre, i paesaggi del parco sono stati una fonte di ispirazione per poeti, scrittori e artisti locali.